# Florence Baker

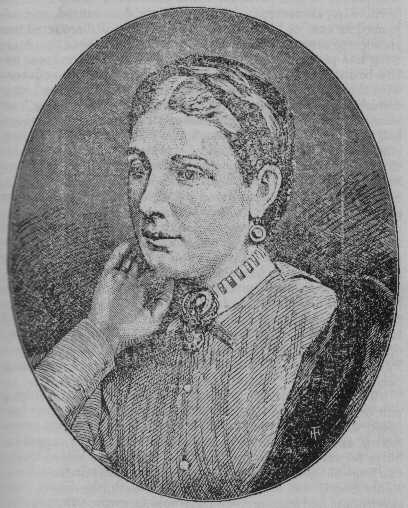
Florence Baker

Florence, Lady Baker of Barbara Szász; Maria Freiin von Sass; Barbara Szasz; Barbara Maria Szász; Barbara Maria Szasz (Hongaars: Sass Flóra) (6 augustus 1841 – 11 maart 1916) was een Hongaars-Britse ontdekkingsreizigster.

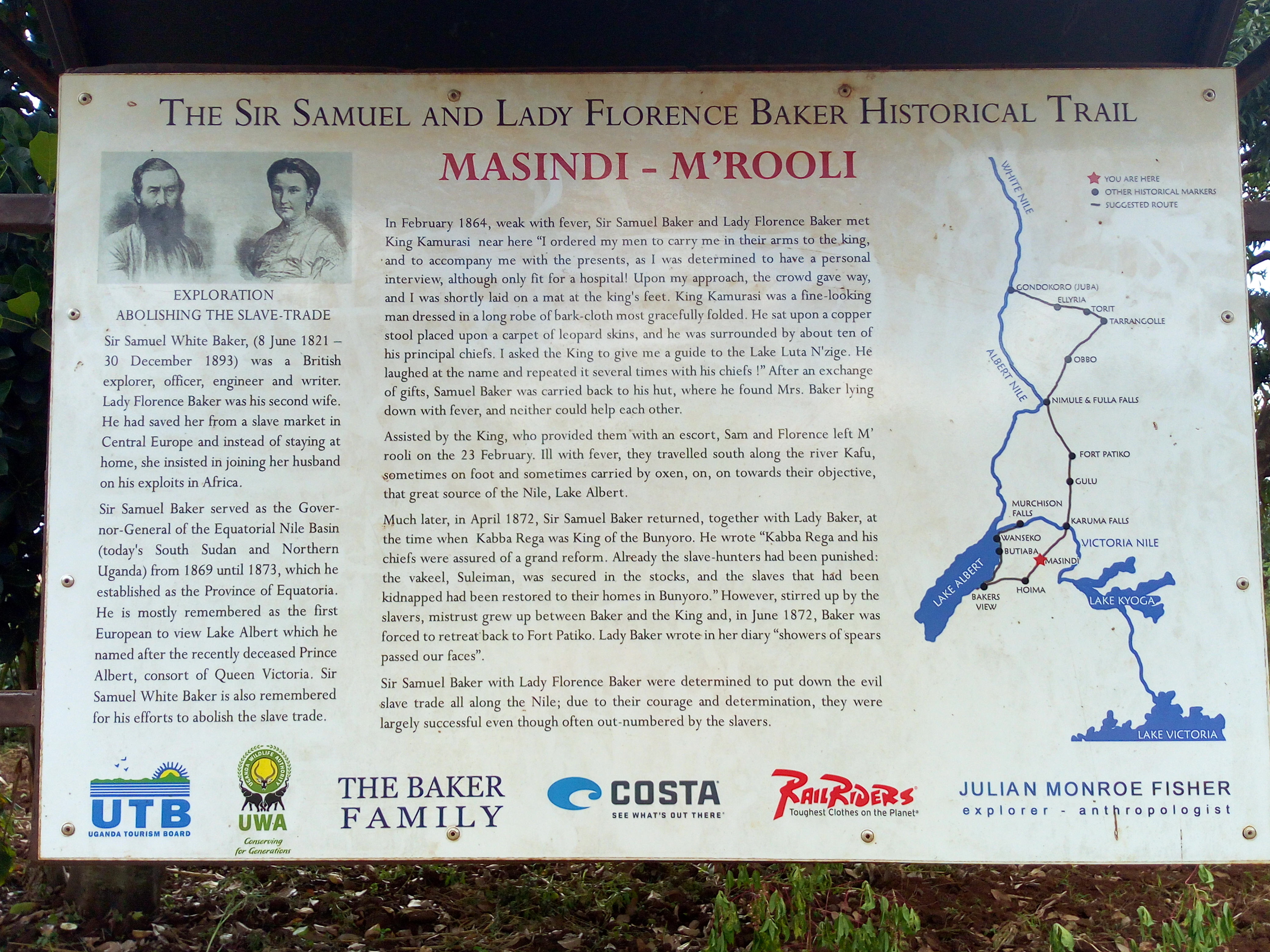
Sir Samuel & Lady Frorence Baker Historical trail

Ze was geboren in Transsylvanië (toen het keizerrijk Oostenrijk), werd een wees en werd verkocht als een slaaf aan Samuel Baker. Samen gingen ze op zoek naar de bron van de Nijl en vonden het Albertmeer. Ze reisden naar het huis van Samuel Baker in Engeland, waar ze wettelijk trouwden en ze na de riddering van haar man Lady Baker werd. Ze keerde later terug naar Afrika met haar echtgenoot om te proberen de slavenhandel te stoppen. Ze gingen beiden met pensioen en stierven in Devon.
Sommige bronnen zeggen dat Florence Baker in 1841 begon in Nagyenyed, Hongarije (tegenwoordig Aiud, Roemenië) als Barbara Maria von Sas. Het verhaal dat in de familie Baker wordt overgeleverd, is dat zij de dochter was van een Székely-officier uit een Hongaarse adellijke familie, die landgoederen had in Transsylvanië, genaamd von Sas (een tak van de familie von Sass). Bij de Hongaarse Revolutie van 1848 waren "haar vader en broers voor haar ogen vermoord". Als adolescent sprak ze Hongaars, Duits, Roemeens en Turks. Ze was misschien veertien toen ze in januari 1859 als slaaf werd verkocht in Vidin, een stad en versterkte haven aan de rivier de Donau in het toenmalige Ottomaanse Rijk en nu in Bulgarije. Volgens bepaalde verhalen was ze voorbestemd om eigendom te zijn van de Pasha van Vidin, maar werd ze opgemerkt door Samuel Baker. Hij en Maharaja Duleep Singh waren allebei op jacht. Samuel Baker kocht de bewakers om en Florence mocht ontsnappen naar zijn eigendom.